# Richarlyson
Richarlyson Barbosa Felisbino, eller bättre känd som bara Richarlyson, född den 27 december 1982 i Natal, är en brasiliansk före detta professionell fotbollsspelare.
Richarlyson spelade under sin karriär för Santo André, Fortaleza, Salzburg, São Paulo, Atlético Mineiro och Vitória.
Richarlyson gjorde två landskamper för Brasilien.

## Personligt
I podcasten Nos Armarios dos Vestiarios kom han 2022 ut som bisexuell och blev därmed den förste spelaren i Brasiliens landslag som kommit ut som Hbtq-person. Richarlyson berättade att han ville berätta om sin sexualitet för att "motverka homofobin som finns i Brasilien".